# Douré (Kirsi)
Pour les articles homonymes, voir Douré.
Ne doit pas être confondu avec Dourou (Burkina Faso).
Douré est une localité située dans le département de Kirsi de la province du Passoré dans la région Nord au Burkina Faso.

## Santé et éducation
Le centre de soins le plus proche de Douré est le centre de santé et de promotion sociale (CSPS) de Kirsi tandis que le centre médical avec antenne chirurgicale (CMA) de la province se trouve à Yako.